# Rhabdospora lupini
Rhabdospora lupini är en lavart som beskrevs av N.F. Buchw. 1958. Rhabdospora lupini ingår i släktet Rhabdospora och familjen Mycosphaerellaceae.   Inga underarter finns listade i Catalogue of Life.